# Пинтер, Габор
Габор Пинтер (венг. Pintér Gábor; род. 9 марта 1964, Кунсентмартон, Венгрия) — венгерский прелат и ватиканский дипломат. Титулярный архиепископ Велебусдо с 13 мая 2016. Апостольский нунций в Белоруссии с 13 мая 2016 по 12 ноября 2019. Апостольский нунций в Гондурасе с 12 ноября 2019 по 27 июля 2024. Апостольский нунций в Новой Зеландии с 27 июля 2024. Апостольский нунций на Фиджи с 29 августа 2024. Апостольский нунций в Вануату, Федеративных Штатах Микронезии и Палау с 14 января 2025. Апостольский нунций в Кирибати, на Маршалловых Островах, в Науру, на Островах Кук и в Самоа с 12 апреля 2025. Апостольский делегат на Тихом океане с 18 июня 2025.